# 扬·斯瓦默丹
扬·斯瓦默丹（荷蘭語：Jan Swammerdam，1637年2月12日—1680年2月17日），荷兰生物学家和显微学家。他关于昆虫的研究表明，昆虫生命中的各个阶段（例如卵、幼虫和成虫）是同一动物的不同形式。作为解剖研究的一部分，他进行了肌肉收缩的实验。1658年，他首先实现对红细胞的观察和描述，最早在解剖中使用显微镜，相关技术在后来继续使用了数百年。

## 纪念
- 阿姆斯特丹大学斯瓦默丹生命科学研究所